# 이밀리우 다 실바
이밀리우 히베이루 네베스 다 실바(포르투갈어: Emilio Ribeiro Neves da Silva, 1982년 4월 15일 ~ )는 동티모르의 축구 선수이다.